# Chrysovalantīs Kozorōnīs
Chrysovalantīs Kozorōnīs (in greco Χρυσοβαλάντης Κοζορώνης?; Candia, 3 agosto 1992) è un calciatore greco, centrocampista dell'Anagennīsī Karditsa.

## Carriera
Ha giocato nella prima divisione dei campionati greco e lituano.

## Palmarès

### Club

#### Competizioni nazionali
- Coppa di Lituania: 1

Panevėžys: 2020
- Supercoppa di Lituania: 1

Panevėžys: 2021